# Gut Laar (Grafschaft Bentheim)
Gut Laar, Laer, Laarwald oder Laerwald ist ein ehemaliger landtagsfähiger Rittersitz im gleichnamigen Ort Laar (Grafschaft Bentheim). Bereits um 1227 befand sich diese Burg samt Herrlichkeit im Besitz der Grafen von Bentheim. Diese Burg ist nicht zu verwechseln mit der gleichnamigen Burg bei Ommen.

## Geschichte
1227 wurde das Gut zum ersten Mal erwähnt, nachdem es durch den Burggrafen Rudolf van Coevorden von Graf Boldewin von Bentheim erobert wurde, der als Burggraf von Utrecht mit dem Bischof von Utrecht verbündet war. Rudolf baute die Burg Laar weiter aus, bis diese im selben Jahr vom Utrechter Bischof vollständig zerstört wurde. Nach der Zerstörung belehnte der Graf von Bentheim mit dem jetzt unbefestigten Gut Laar Eilhard von Bentheim, dessen Nachkommen sich van den Lare nannten. Bis 1380 blieb das Bentheimer Lehen im Besitz der Bentheimer Burgmannenfamilie. Erbnachfolger des Gutes Laar wurde Engelbert von Salne, der mit der Erbtochter Jutta von Laar verheiratet war. Dieser ließ das Gut wieder befestigen und erhob Zoll an der Vechte zum Leidwesen aller, die von diesem Handelsweg Gebrauch machten.
Nachdem die Burg erneut geschleift wurde, musste Engelbert den Städten Kampen, Zwolle und Deventer sowie dem Bischof von Utrecht versprechen, dass weder er noch seine Familie, ohne Erlaubnis der genannten Parteien, eine Festung entlang der Vechte bauen durfte. Darüber hinaus sollte in Laar nie wieder eigenmächtig Zoll erhoben werden. Danach wurde das Haus Laar lediglich als ein standesgemäßes Steinhaus wieder und wieder errichtet. 1685 wurde von der Familie von Laar ein neues Herrenhaus gebaut. Das einstöckige Gebäude, dass auf dem Foto zu sehen ist, stammt jedoch aus der Mitte des 18. Jahrhunderts.

## Chronologische Auflistung der lehninhabenden Familien
- Eigentümer waren die Grafen von Bentheim. In Besitz von ca. 1227 bis 1929.

-  Burgmannsfamilie von Bentheim, genannt von Laar, belehnt von 1227 bis 1380.
-  Familie van Salne, genannt von Laar, belehnt von 1380 bis 1722.
- Das Lehen wurde 1722 als heimgefallen angesehen. Erst 1929 wurde das Haus ohne Ländereien an Harm Brill verkauft.